# Comuna Gura Ialomiței, Ialomița
Gura Ialomiței este o comună în județul Ialomița, Muntenia, România, formată din satele Gura Ialomiței (reședința) și Luciu.

## Așezare
Comuna Gura Ialomiței se află în nord-estul județului, la limita cu județul Brăila, pe cursul inferior al râului Ialomița, aproape de vărsarea acestuia în Dunăre. în stepa de răsărit a țării, în imediata apropiere a fostelor bălți ale Dunării, care astăzi sunt indicate de fostele albii ale Jepcilor și lacurilor Porcul, Căținul lui Pun, Căținul cu cruce, Japșa lui Geoglovan, Râzea etc, care nu mai acumulează apa în urma irigațiilor făcute cu concursul locuitorilor din întreg raionul în anul 1949.
Prin comună trece șoseaua județeană DJ212, care o leagă spre sud de Mihail Kogălniceanu (unde se termină în DN2A) și spre nord în județul Brăila de Berteștii de Jos, Gropeni, Tichilești, Chiscani (unde se termină în DN21). La Luciu, din acest drum se ramifică șoseaua județeană DJ213, care duce spre sud la Giurgeni, unde se termină în același DN2A, la intersecția cu DN3B.

## Demografie
Componența etnică a comunei Gura Ialomiței
     Români (91,32%)
     Alte etnii (8,68%)
Componența confesională a comunei Gura Ialomiței
     Ortodocși (90,83%)
     Alte religii (0,49%)
     Necunoscută (8,68%)
Conform recensământului efectuat în 2021, populația comunei Gura Ialomiței se ridică la 2.258 de locuitori, în scădere față de recensământul anterior din 2011, când fuseseră înregistrați 2.660 de locuitori. Majoritatea locuitorilor sunt români (91,32%). Din punct de vedere confesional, majoritatea locuitorilor sunt ortodocși (90,83%), iar pentru 8,68% nu se cunoaște apartenența confesională.

## Politică și administrație
Comuna Gura Ialomiței este administrată de un primar și un consiliu local compus din 11 consilieri. Primarul, Alexandru Florea[*], de la Alianța pentru Unirea Românilor, este în funcție din 1 noiembrie 2024. Începând cu alegerile locale din 2024, consiliul local are următoarea componență pe partide politice:
|  | Partid                          | Consilieri | Componența Consiliului | Componența Consiliului | Componența Consiliului | Componența Consiliului |
|  | ------------------------------- | ---------- | ---------------------- | ---------------------- | ---------------------- | ---------------------- |
|  | Alianța pentru Unirea Românilor | 4          |                        |                        |                        |                        |
|  | Partidul Social Democrat        | 4          |                        |                        |                        |                        |
|  | Partidul Național Liberal       | 3          |                        |                        |                        |                        |

## Istoric
La sfârșitul secolului al XIX-lea, comuna făcea parte din plasa Ialomița-Balta a județului Ialomița și avea în compunere doar satul de reședință, cu 812 locuitori și care își luase numele cu 30 de ani în urmă de la fostul port la Dunăre aflat la vărsarea Ialomiței, și mutat la acea vreme în satul Piua-Petrii. În comună funcționau o școală mixtă cu 66 de elevi (dintre care 10 fete) și o biserică. La acea vreme, pe teritoriul actual al comunei mai funcționa și comuna Luciu, tot cu un unic sat, cu 1007 locuitori, o școală mixtă cu 37 de elevi, și o biserică.
În 1925 cele două comune fuseseră comasate, comuna rezultată, denumită Luciu, având 2015 locuitori și fiind arondată plășii Țăndărei. În 1931, comunele erau însă din nou separate.
În anii Republicii Populare Române a existat aici colonia de muncă forțată Luciu-Giurgeni.
În 1950 comunele Gura Ialomiței și Luciu au trecut la raionul Fetești din regiunea Ialomița, apoi (după 1952) din regiunea Constanța și (după 1956) din regiunea București. În 1968 ele au revenit la județul Ialomița, reînființat, dar cele două comune au fost desființate, iar satele lor transferate la comuna Mihail Kogălniceanu. Comuna Gura Ialomiței, cu satele Gura Ialomiței și Luciu, a fost reînființată în 2005.

## Monumente istorice
În comuna Gura Ialomiței se află Crucea Înaltă, ridicată de Matei Basarab în 1639, aflată la 200 m de DN2A, la marginea unei păduri; crucea este clasificată drept monument funerar sau memorial de interes național.
În rest, în comună mai există alte patru obiective incluse în lista monumentelor istorice din județul Ialomița ca monumente de interes local. Trei dintre ele sunt situri arheologice aflate în zona satului Luciu (dintre care două conțin urmele unor așezări medievale timpurii datând din secolele al IX-lea–al XI-lea), iar al patrulea este clasificat ca monument de arhitectură — biserica „Sfinții Împărați” din satul Luciu, datând din anii 1854–1862.

## Personalități născute aici
- Dumitru Șerban (n. 1948), sculptor.